# Nanzha (köpinghuvudort i Kina, Jiangsu Sheng, lat 31,86, long 120,24)
Nanzha är en köpinghuvudort i Kina. Den ligger i provinsen Jiangsu, i den östra delen av landet, omkring 140 kilometer öster om provinshuvudstaden Nanjing. Antalet invånare är 22 355. Befolkningen består av 11 777 kvinnor och 10 578 män. Barn under 15 år utgör 14,0 %, vuxna 15-64 år 70 %, och äldre över 65 år 14,0 %.
Runt Nanzha är det mycket tätbefolkat, med 1 754 invånare per kvadratkilometer. Närmaste större samhälle är Jiangyin, 6,5 km norr om Nanzha. Trakten runt Nanzha består till största delen av jordbruksmark.
Genomsnittlig årsnederbörd är 1 390 millimeter. Den regnigaste månaden är juli, med i genomsnitt 250 mm nederbörd, och den torraste är januari, med 38 mm nederbörd.